# Jean-Évangéliste Zaepffel
Pour l’article homonyme, voir François Louis Zaepffel.
Jean-Évangéliste (de) Zaepffel (ou Zäpfel), né le 3 décembre 1735 à Dambach-la-Ville et mort le 17 octobre 1808  à Liège, est un ecclésiastique français des XVIIIe et XIXe siècles. Il était « le premier évêque du nouveau diocèse de Liège, ou le 100e évêque de Liège, si l'on suit l'ancienne chronologie ».

## Biographie

### Une noble souche irlandaise?
L'abbé Olivier-Joseph Thimister, dans le Bulletin de l'Institut archéologique liégeois (1863) nous apprend que : « Jean Évangéliste de Zaepffel, était issu d'une ancienne famille noble originaire d'Irlande, portant le titre de comte et depuis longtemps établie en France dans le village de Dambach-la-Ville... ; ».

Propos que tenait déjà Bovy dans ses Promenades historiques dans le pays de Liège  (1839) : « Ce prélat, « né à Membach » en Alsace, était d'origine irlandaise et d'une famille distinguée. Loin de se prévaloir de sa naissance, il raillait quelquefois dans l'intimité, et toujours avec esprit, les prétentions vaniteuses de son neveu « Clark », duc de Feltre, qui puisait sa généalogie dans le sang royal des Plantagenêt. On ne l'entendit parler de sa noblesse que dans une occasion particulière. Il était à dîner chez le curé du Petit-Hallet, le savant minime Collette, qui fut ensuite nommé à la cure de Verviers. On lui remit tout à coup une dépêche impériale qui lui conférait le titre de baron : »

« - Mais voyez donc, s'écria-t-il après l'avoir lue, la belle faveur qui m'est accordée ; de comte que j'étais, on me fait baron ! »

.
Plus proche de nous, Bernard Vogler, dans L'Alsace (1987) le dit « Fils de Jean Frédéric Z., tonnelier, et de Marie-Madeleine Courbex. ».
Les Zaepffel de Dambach-la-Ville descendent en fait d'une famille Zaepffel de Blienschwiller, attestée dès le XVe siècle.
La seule certitude que nous ayons aujourd'hui est que Henri Jacques Guillaume Clarke, duc de Feltre, général d'Empire et ministre de la Guerre sous Napoléon Ier, était, lui, d'origine irlandaise. Divorcé en 1795, il avait épousé, en secondes noces, Marie-Françoise Zaepffel,, ( † 8 janvier 1838), d'une bonne bourgeoisie d'Alsace, fille aînée de Matthias Nicolas Zaepffel, ancien ammeister de Strasbourg, cousine du baron François Louis Zaepffel.
La véritable ascension sociale de la famille Zaepffel datait seulement du remariage du grand-père de Marie Françoise avec la veuve d'un teinturier strasbourgeois.

### Premiers postes
Jean Évangéliste se voua de bonne heure à l'état ecclésiastique auquel le portaient son goût et la piété héréditaire dans sa famille.
Son mérite et ses capacités le firent bientôt nommer chanoine de la collégiale de Saint-Pierre-le-Jeune à Strasbourg. Il fut élu et mis en possession, le 15 octobre 1763, du 4e canonicat du chapitre de l'église Notre-Dame-de-la-Nativité de Saverne. Il reste en possession de ce canonicat pendant plus de deux ans puis devient, par permutation, chanoine de Saint-Pierre-le-Vieux.
Il était proposé pour l'évêché de cette ville, lorsque la Révolution de 1789 éclata. Les événements qui suivirent brisèrent sa carrière en le forçant à quitter la France et à vivre à l'étranger. Il émigra à Sasbach, dans le pays de Bade
La conclusion du Concordat de 1801, signé à Paris le 15 juillet, ratifié par le pape le 15 août suivant, et adopté comme loi de l'État par le Corps législatif français le 5 avril 1802, lui permit de rentrer dans sa patrie.

### Nomination épiscopale
Napoléon Bonaparte, alors Premier Consul de la première République française, se hâta de nommer des titulaires à plusieurs évêchés et désigna pour le diocèse de Liège Jean-Évangéliste Zaepffel. Cette nomination, qui était certainement due au fait que Zaepffel était le grand-oncle de Clark, fut faite le 30 avril 1802. En même temps une somme de 10 000 livres fut accordée au nouveau prélat pour couvrir les frais de son établissement.
Aussitôt après avoir connu son élévation au siège de Liège, Jean-Évangéliste Zaepffel se rendit à Paris, où le gouvernement l'appelait pour se mettre en rapport avec lui et y recevoir l'institution canonique du légat du Saint-Siège.
Il fut sacré évêque de Liège par Armand de Roquelaure, ancien évêque de Senlis, nommé depuis archevêque de Malines. Le prélat consécrateur était assisté de Messeigneurs Claude-Léopold de Beysson, évêque de Namur, Jean-Chrysostôme de Villaret, évêque d'Amiens, et Charles Brault, évêque de Bayeux. Cette cérémonie eut lieu le 7 juin dans la chapelle de Notre-Dame du Mont-Carmel (« chapelle des Carmes »), paroisse Saint-Sulpice à Paris.

Trois jours après son sacre, Jean-Évangéliste Zaepffel reçut la déclaration envoyée par le cardinal Caprara et que devaient signer tous les prêtres constitutionnels qui voulaient se réconcilier avec l'Église : 

« J'adhère au Concordat et je suis dans la communion de mon Évêque nommé par le Premier Consul et institué par le Pape. »

Après avoir passé quelque temps en France, et assisté notamment Jean-Marie-Philippe Dubourg évêque de Limoges à la consécration de Louis Sébastiani de La Porta évêque d'Ajaccio (24 juin 1802, église Saint-Roch (Paris)), le prélat fit ses préparatifs pour se rendre dans sa ville épiscopale. Il arriva à Liège, le jeudi 19 août 1802. Dès le 17 du même mois, M. de Rougrave, ancien vicaire général qui avait administré le diocèse pendant la période révolutionnaire, avait publié un mandement pour faire chanter un Te Deum à l'occasion de la nomination de Napoléon Bonaparte au Consulat à vie (2 août 1802). Cette solennité fut fixée au 22 août, jour qui fut aussi choisi pour l'inauguration du nouvel évêque.
La cérémonie de son installation eut lieu le dimanche 22 août 1802 avec une grande pompe.

### Épiscopat

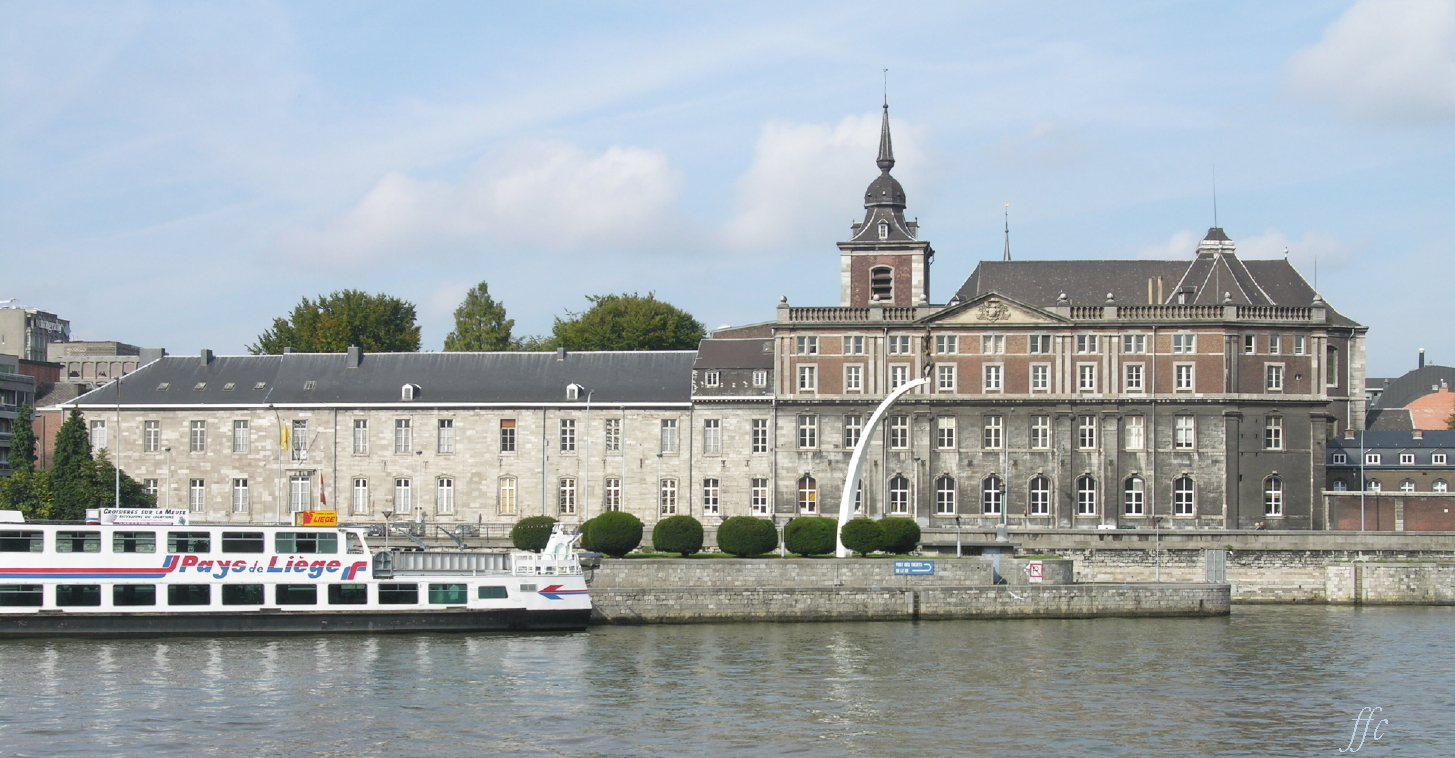
Séminaire et palais épiscopal de Liège

Zaepffel se mit aussitôt à l'œuvre avec la plus grande activité pour procéder à l'organisation de son vaste diocèse. La Révolution n'avait laissé après elle que des ruines : il fallait tout rétablir ou plutôt tout créer, tant par rapport aux affaires spirituelles qu'aux intérêts matériels. Le premier acte qu'il posa en qualité de chef du diocèse, fut le maintien de Rougrave, comme vicaire-général, par un décret daté du 28 août. Ce savant ecclésiastique avait déjà été appelé à cette dignité en 1772 par le prince-évêque de Velbrück et en avait rempli les fonctions depuis cette époque et pendant les tristes temps qui suivirent l'invasion française.

#### Visites pastorales
Après avoir pris quelques jours de repos, l'évêque se rendit à Maastricht où la population lui fit l'accueil le plus cordial. Il y fut reçu solennellement le 11 fructidor suivant (29 août). Un beau cortège composé de prêtres et de fonctionnaires le conduisit à l'église Saint-Nicolas où il officia pontificalement. Il y prononça un discours pour exhorter à l'union et à la concorde et exposer sa mission apostolique.
Ayant séjourné à Maastricht jusqu'au 15 fructidor (2 septembre), l'évêque se rendit à Tongres puis revint à Liège (la présence de Zaepffel dans cette dernière ville produisit les plus heureux résultats : il sut bientôt se concilier tous les partis). L'évêque voulut aussi voir par lui-même tous les établissements de bienfaisance de la commune. Cette visite eut lieu le 28 fructidor (15 septembre). Le 10 vendémiaire an XI (2 octobre 1802) un arrêté du préfet le nomma membre de toutes les administrations de bienfaisance du département.
Quelque temps après son installation définitive, Zaepffel s'occupa de l'organisation des paroisses, des succursales et des chapelles auxiliaires de son diocèse en s'entourant de tous les renseignements nécessaires à ce travail. Puis il se mit en route, le 27 vendémiaire suivant (19 octobre 1802), pour commencer sa tournée épiscopale et administrer le sacrement de confirmation dont ses diocésains avaient été privés depuis plusieurs années. Il se rendit d'abord à Flône et visita l'établissement où l'abbé Paquot nourrissait à ses frais trois-cents malheureux. Il partit le même jour pour Huy accompagné du sous-préfet du département qui était venu à sa rencontre avec le maire et son adjoint.
Le prélat parcourut ainsi tout son diocèse et retourna à Maastricht le 12 novembre. Après avoir passé 10 à 12 jours dans le département de la Meuse-Inférieure, il revint à Liège et publia sa première lettre pastorale le 29 du même mois. Dans cette pièce, il constatait avec bonheur l'extinction totale des dissensions religieuses et se félicitait de l'union qui régnait entre le peuple et le clergé et du rétablissement du culte. S'adressant ensuite aux ecclésiastiques, il réclama leur concours pour l'œuvre à laquelle ils devaient travailler en commun et leur rappela que c'est au Premier Consul que la religion était redevable d'être rentrée dans ses droits et dans le libre exercice de son culte. L'évêque termina en annonçant qu'il avait choisi l'ancienne collégiale de Saint-Paul pour cathédrale du nouveau diocèse, l'ancienne cathédrale de Saint-Lambert étant détruite.
Le travail de la nouvelle organisation des paroisses, des succursales et chapelles auxiliaires du diocèse fut achevé au mois d'avril de l'année suivante et soumis au gouvernement qui l'approuva le 9 floréal an XI (29 août 1803).

#### Réparation de la collégiale Saint-Paul

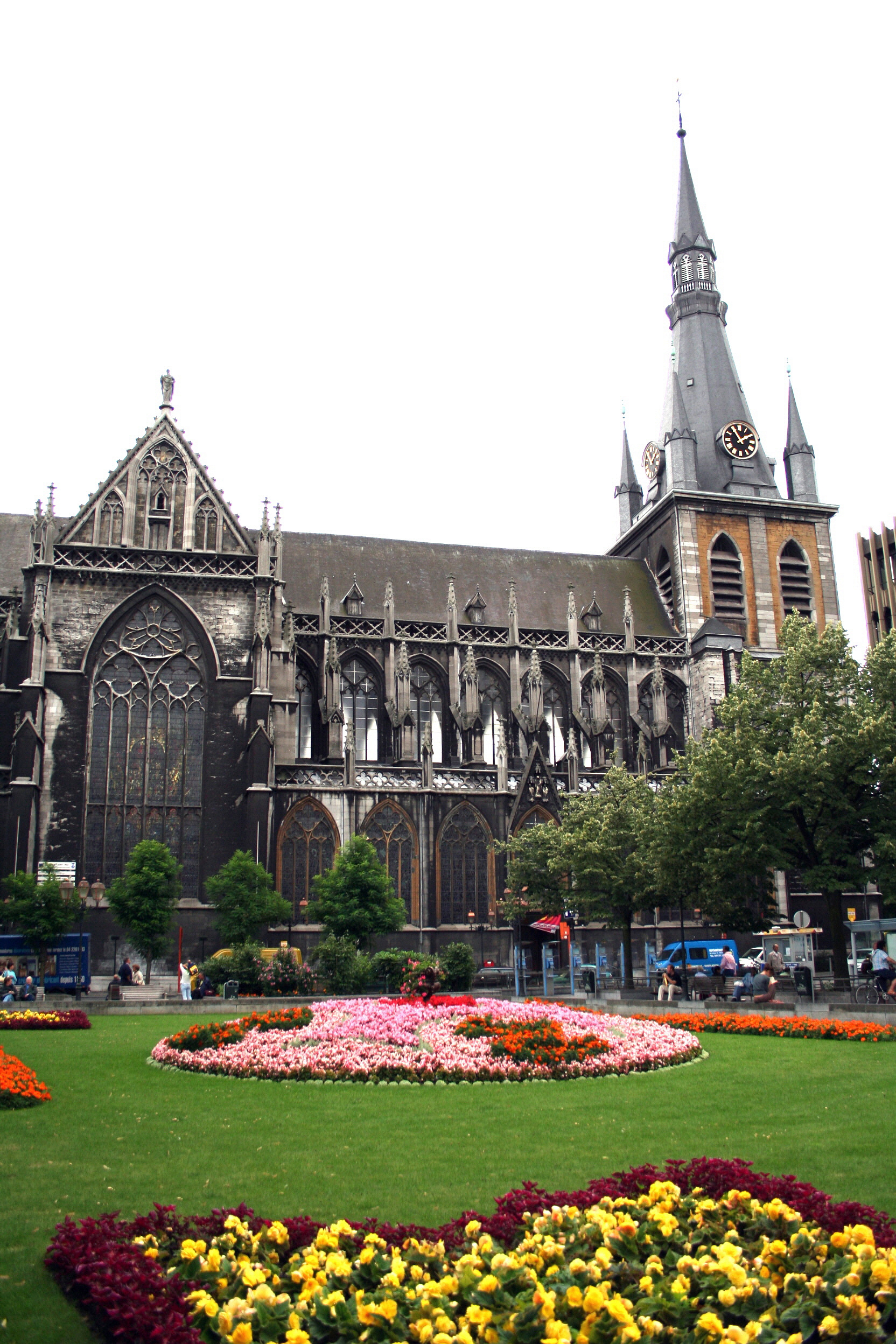
Cathédrale Saint-Paul de Liège.

Tout en s'occupant avec zèle de cette organisation pour satisfaire au contenu de l'article IX du Concordat, Jean-Évangéliste Zaepffel porta aussi toute son attention sur les intérêts matériels de sa nouvelle cathédrale ; cette tâche ardue et difficile fut confiée à M. Barrelt. L'église manquait de tous les objets nécessaires au culte, à tel point qu'on fut plusieurs fois sur le point de la fermer parce qu'on ne pouvait faire face aux dépenses les plus indispensables. Les pillages et les profanations qu'elle avait subis l'avaient mise dans l'état le plus déplorable : les Français l'avaient transformée en magasin et en boucherie ; les verrières étaient presque toutes brisées, le plomb qui fixait les vitraux ayant été enlevé pour couler des balles ; la grande et magnifique verrière qui éclairait le bras droit du transept resta heureusement presque intacte ; plusieurs cloches avaient été brisées et vendues ; le pavé avait été enfoncé ; l'église présentait l'aspect de la désolation la plus complète lorsqu'elle avait été remise à la disposition du clergé. Il fallait donc, avant tout, la pourvoir de ce qui lui manquait, la réparer et faire disparaître les traces de la tourmente révolutionnaire. On ne pouvait pour cela compter que sur ses propres ressources puisqu'on ne devait attendre aucun secours du gouvernement qui croyait avoir assez fait en rendant au clergé les édifices religieux tels que la révolution les avait laissés.
Le 14 mai suivant, un décret de Zaepffel éleva au rang d'église cathédrale l'ancienne collégiale que désignaient suffisamment à cet effet sa grandeur, sa beauté et sa position au centre de la ville. Elle fut érigée sous le titre de l'Assomption de la Sainte-Vierge, de la conversion de Saint Paul et de Saint Lambert ; elle fut désignée pour le siège de l'évêque, de deux vicaires généraux et de huit chanoines séculiers, auxquels le traitement accordé par le gouvernement servit de dotation. Ces huit chanoines formèrent le nouveau chapitre cathédral dont l'installation solennelle eut lieu le 18 mai suivant.
Le reste de l'année 1802 fut employé tout entier à ces détails et aux soins que réclamait le nouvel état des choses.
Le 16 août 1803 fut dressé l'instrument de l'érection de Saint-Paul en cathédrale et le lendemain 17 août eut lieu le premier chapitre général. Le lundi 19 septembre suivant Zaepffel procéda solennellement à la réconciliation de la cathédrale qui avait été fermée définitivement le 12 nivôse an XI (1er janvier 1798), le même jour que l'église Saint-Jacques.

#### Retour des reliques des Saints Patrons de Liège
La fin de cette même année 1803 fut signalée par un événement qui remplit de joie le cœur de tous les « vrais » Liégeois. Le lundi 26 décembre 1803, le précieux buste-reliquaire de saint Lambert, monument de la piété et de la libéralité d'Érard de La Marck revint enfin de Hambourg à Liège, avec les reliques des autres Saints Patrons du diocèse. Ces objets précieux furent déposés dans l'église Saint-Nicolas-aux-Trez.
Le même jour, Zaepffel publia un mandement pour annoncer à ses diocésains l'heureux retour des reliques vénérées de leur Saint Patron et inviter tous les prêtres à assister à la fête de leur translation dans la nouvelle cathédrale. Pour la rendre plus solennelle, il accorda une indulgence plénière à tous les fidèles qui se confesseraient et communieraient dans la cathédrale le 1er janvier 1804 et y prieraient pour l'exaltation de « notre Mère la Sainte-Église » et en vue des intentions du Saint-Père ainsi que pour la conservation des jours du Ier Consul. Le mandement se terminait par le règlement de la solennité, fixée au 4 janvier 1804 (10 nivôse an XII).
Aussitôt après l'arrivée de ces restes illustres, Zaepffel en fit faire une reconnaissance et dresser le procès-verbal.
Le 30 décembre, l'évêque écrivit au ministre des cultes Joseph-Marie Portalis pour demander que le gouvernement payât les frais et les indemnités dues pour les caisses rapportées de Hambourg. Ces caisses, au nombre de six, contenaient les reliques des Saints et les débris du « trésor de Saint-Lambert » restitués à la nouvelle cathédrale. Les frais de route s'élevaient à 2 280 francs. Un mois après, le 30 janvier 1804, Portalis répondit que « le gouvernement avait décidé que le montant des objets livrés à Hambourg pour le service de la marine serait remboursé mais que, ce service étant extrêmement surchargé par les circonstances présentes, ou ne peut prévoir le moment où il lui sera possible de payer les effets qui lui ont été cédés ».
Les frais du transport des reliques et du buste furent faits par MM. d'Oultremont de Warfusée qui avancèrent généreusement à cet effet la somme de soixante louis tant était grande encore à cette époque la pénurie d'une église choisie pour cathédrale d'un vaste diocèse.
En exécution du mandement de l'évêque, la cérémonie de la translation du buste-reliquaire de saint Lambert et des reliques des Saints eut lieu le 1er janvier 1804 (10 nivôse an XII) à 10 heures du matin. Elle avait été annoncée la veille par le son des cloches de toutes les églises.
Le 9 janvier on dressa le procès-verbal de la reconnaissance des reliques de saint Lambert et des autres Saints. Le 15 du même mois, dernier jour de l'exposition de ces précieux restes, une procession solennelle eut lieu dans l'église. Le buste de saint Lambert y fut porté par six chanoines capitulaires et le doyen du chapitre, M. Vlecken, donna lecture du procès-verbal de la reconnaissance du corps de saint Lambert.

#### Rétablissement du culte et œuvres sociales
L'année 1807 fut marquée par le rétablissement du séminaire de Liége, supprimé depuis 1797. Zaepffel avait surtout en vue de combler les vides existant dans les rangs du clergé dont l'effectif était devenu insuffisant pour les besoins du culte. Il annonça cet événement important pour la religion et l'avenir du diocèse par un mandement daté du 18 mars.
Il eut aussi la gloire de concourir à la conservation de l'un des plus beaux monuments religieux de la Belgique : l'église abbatiale de Saint-Hubert, dépendante du diocèse de Namur.
Bientôt après il eut l'occasion de s'honorer par un acte d'humanité en faveur de l'une des villes de son diocèse. Le 21 août 1807, un incendie ayant éclaté dans une maison du Vieux-Spa gagna les habitations voisines et, en deux jours, réduisit en cendre 195 maisons et 154 bâtiments et hangars ; la perte dépassa un million de francs et 276 familles se trouvèrent sans ressources.

Deux jours après ce sinistre, Jean-Évangéliste Zaepffel publia un mandement pour ordonner des collectes dans son diocèse au profit des malheureux sinistrés : 

« N'oublions pas, dit-il, que Dieu a prescrit d'avoir toujours la main ouverte aux besoins de nos frères pauvres et sans ressources ; de faire l'aumône de notre bien et de ne pas détourner notre visage d'aucun pauvre, afin que le Seigneur ne détourne point non plus son visage de dessus nous. N'oublions pas non plus que celui qui fait la charité aux pauvres prête au Seigneur à intérêt et qu'il lui rendra ce qu'il a prêté ; que celui, au contraire, qui ferme l'oreille aux cris du pauvre criera lui-même et ne sera point exaucé. »

### Fin de sacerdoce
Depuis quelque temps déjà la santé de Jean-Évangéliste de Zaepffel déclinait sensiblement ; son âge avancé et les fatigues du ministère pastoral et de l'administration d'un vaste diocèse achevaient d'épuiser ses forces. Il voulait cependant encore tout faire par lui-même ; le 14 septembre 1808, il put de plus notifier à son clergé le message que l'Empereur adressa au Sénat conservateur le 4 du même mois pour lui faire connaître ses intentions à l'égard de l'Espagne.
À partir de ce moment, la maladie fit des progrès rapides et bientôt s'évanouit tout espoir de sauver le vénérable prélat. Le 10 octobre suivant, le vicaire-général Henrard ordonna de célébrer, le 12 courant, une messe spéciale dans la cathédrale et dans toutes les églises de la ville et des faubourgs ; cette messe devait être suivie des prières de Quarante-Heures et terminée par la procession avec le Saint Sacrement. Le lendemain 11, l'évêque reçut l'extrême onction et le saint Viatique des mains du doyen, en présence des membres du chapitre et du clergé, avec les sentiments de la plus profonde piété et mourut le 17 octobre vers 2 heures de l'après-midi à l'âge de 72 ans.
La première absoute eut lieu le lendemain au palais épiscopal. Le jour de la mort du prélat, M. H. Henrard fut nommé vicaire général capitulaire et le siège déclaré vacant. M. Vlecken, doyen du chapitre, les chanoines Aubée, J.A. Barrett et Bertrand, curé de Saint-Martin lui furent adjoints comme conseillers. Cette perte si regrettable fut notifiée le même jour par le vicaire-général à tous les prêtres du diocèse.

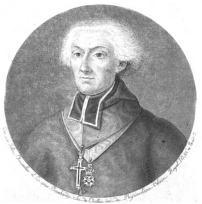
Le baron Zaepffel, évêque de Liège, chevalier de la Légion d'honneur.

Après avoir rendu au prélat défunt tous les honneurs qui lui étaient dus comme chef du diocèse, baron de l'Empire et membre de la Légion d'honneur, son corps fut embaumé.
Le 19, le chapitre écrivit au ministre des cultes Bigot de Préameneu et au ministre de la Guerre, le général Henri Jacques Guillaume Clarke, comte d'Hunebourg et petit-neveu de l'évêque, pour les informer de la mort de Zaepffel et leur demander l'autorisation de l'inhumer dans le chœur ou dans une chapelle de l'église. La réponse faite le 24 était négative ; le gouvernement répondit que le décret du 12 juin 1804 défendant d'inhumer dans les églises, chapelles, temples, hôpitaux etc. ne comportait aucune exception.
Après la cérémonie funèbre qui eut lieu à la cathédrale le 4 novembre suivant en présence du clergé, des autorités civiles et militaires et du peuple, le cortège se dirigea vers Lexhy (canton de Hollogne-aux-Pierres) où le corps de Jean-Évangéliste Zaepffel fut inhumé le lendemain dans la chapelle du château dédiée, à Sainte-Ode ; son tombeau est placé entre deux pierres tumulaires recouvrant les restes de deux chapelains de Lexhy.

## Fonctions
- Ordonné prêtre à Strasbourg (26 janvier 1762) ;
- Chanoine de la collégiale de Saint-Pierre-le-Jeune (Strasbourg) ;
- Chanoine (4e canonicat) de Notre-Dame de Saverne (15 octobre 1763 - 1765) ;
- Chanoine de Saint-Pierre-le-Vieux (1765-1789) ;
- Évêque de Liège :
  - Nommé le 29 avril 1802,
  - Préconisé (en) le 3 juin 1802,
  - Consacré le 7 juin 1802, dans la chapelle de Notre-Dame du Mont-Carmel, paroisse Saint-Sulpice à Paris, par Jean-Armand de Roquelaure, archevêque de Malines, assisté de Messeigneurs Claude-Léopold de Beysson, évêque de Namur, Jean-Chrysostôme de Villaret, évêque d'Amiens, et Charles Brault, évêque de Bayeux ;
  - Installé à Liège le 22 août suivant.

## Lignée épiscopale
1. Jean-Évangéliste Zäpfel (Zaepfell) (1802) ;
2. Jean-Armand de Bessuéjouls Roquelaure (1754) ;
3. Christophe de Beaumont du Repaire (1741) ;
4. Louis-Jacques Chapt de Rastignac (1722) ;
5. Jean-François Salgues de Valdéries de Lescure (1699) ;
6. Louis-Antoine de Noailles (1679) ;
7. François de Harlay de Champvallon (1651) ;
8. Nicolò Guidi di Bagno (1644) ;
9. Antonio (Marcello) Barberini (Sr.), O.F.M. Cap. (1625) ;
10. Laudivio Zacchia (1605) ;
11. Pietro Aldobrandini (1604) ;
12. Ippolito Aldobrandini (Sr.) (pape sous le nom de Clément VIII) (1592) ;
13. Alfonso Gesualdo di Conza (Gonza) (1564) ;
14. Francesco Pisani (1527) ;
15. Alessandro Farnese (pape sous le nom de Paul III) (1519) ;
16. Giovanni de’ Medici (pape sous le nom de Léon X) (1513) ;
17. Raffaele Sansone Riario (1504) ;
18. Giuliano della Rovere, pape sous le nom de Jules II (1481) ;
19. Francesco della Rovere, O.F.M. Conv., pape sous le nom de Sixte IV (1471) ;
20. Guillaume d'Estouteville, O.S.B..

## Armoiries
| Figure | Blasonnement |
|        | Armes du baron Zaepffel et de l'Empire D'azur ; au chevron brisé d'hermines, surmonté d'une croix d'or, accompagné de trois pommes de pin d'or ; celle de la pointe plantée sur une montagne à trois coupeaux, le tout d'or au comble d'argent, semé de billettes de gueules ; quartier des barons évêques brochant sur le comble et l'une des pommes de pin., - Livrées : bleu céleste, blanc, noir et jaune. |